# Maciej Orzechowski

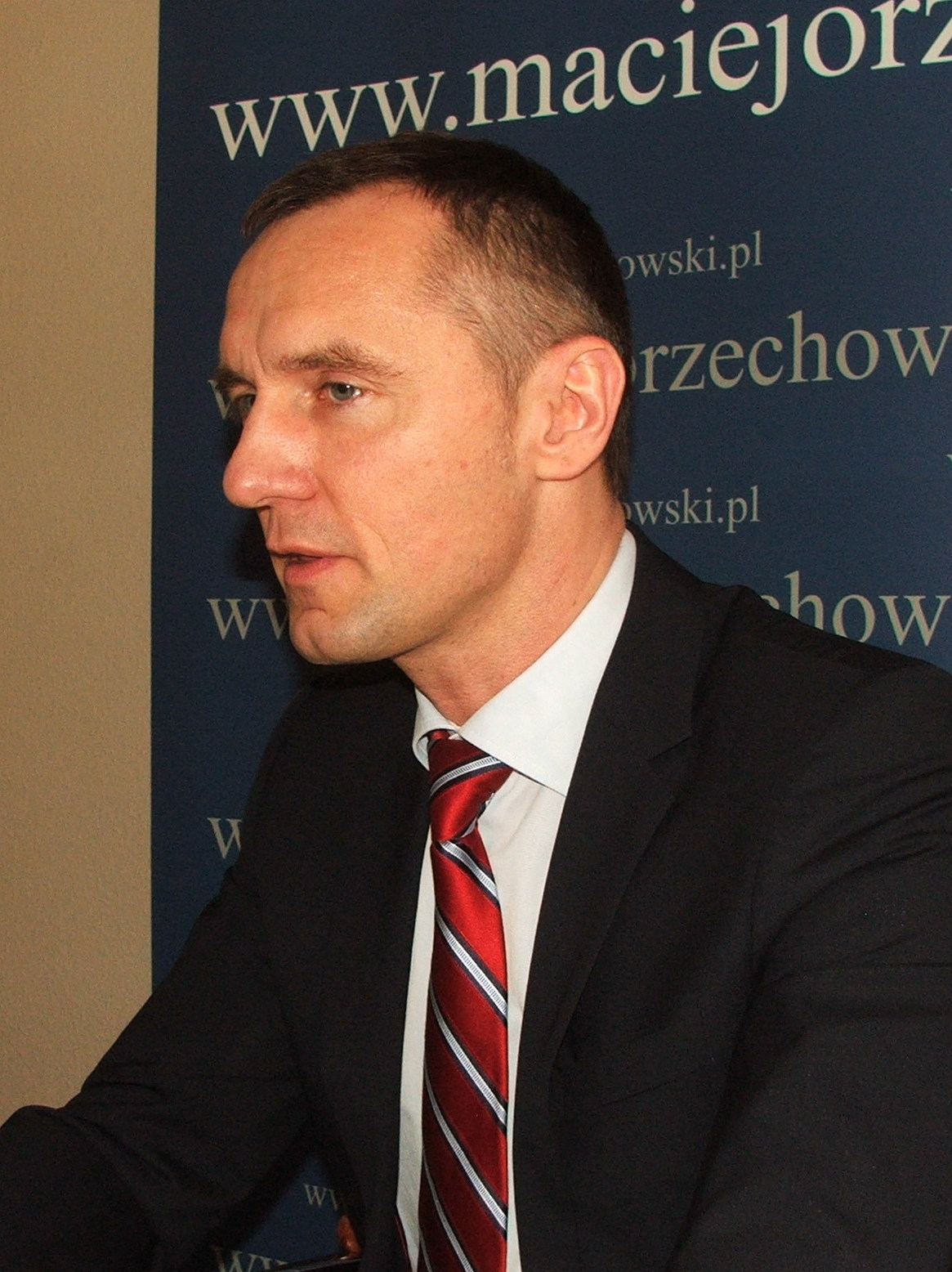
Maciej Orzechowski (2015)

Maciej Bolesław Orzechowski (* 4. Mai 1971 in Krotoszyn) ist ein polnischer Politiker der Platforma Obywatelska (Bürgerplattform).
Maciej Orzechowski besuchte das allgemeinbildende Gymnasium Hugo Kołłątaj in Krotoszyn und studierte anschließend Medizin. Nach seinem Studium kehrte er in seine Heimatstadt zurück und arbeitete am dortigen Krankenhaus. Neben seiner Arbeit schloss er ein postgraduelles Wirtschaftsstudium ab. 2002 wurde er Facharzt für Gynäkologie. Im selben Jahr wurde Orzechowski in den Stadtrat Krotoszyns gewählt und blieb dort bis 2006. 2005 bewarb er sich, erfolglos, um einen Sitz im Sejm, konnte aber im darauffolgenden Jahr für die Bürgerplattform in den Sejmik der Wojewodschaft Großpolen einziehen. Bei den vorgezogenen Parlamentswahlen 2007 trat er erneut an und konnte mit 14.940 Stimmen im Wahlkreis 36 Kalisz ein Mandat für den Sejm erringen.
Maciej Orzechowski ist verheiratet und hat zwei Söhne.